# 1929 год в истории железнодорожного транспорта
1929 год в истории железнодорожного транспорта

## События
- 3 августа — открыто пробное движение пригородных моторвагонных поездов на участке Москва — Мытищи.
- 1 октября — на участке Москва — Мытищи электропоезда начали эксплуатироваться по графику.
- В СССР применена аэрофотосъёмка при трассировании Турксиба.[1]
- Завершена масштабная реконструкция Кёнигсбергского железенодорожного узла, открыты два новых вокзала: Главный (ныне Калининград-Пассажирский) и Северный, закрыты старые Южный, Восточный, Лицентский, Кранцевский и Земландский вокзалы.

## Персоны

### Скончались
- Вацлав Иванович Лопушинский, конструктор паровозов.